# Elisabetta Gardini
Elisabetta Gardini (ur. 3 czerwca 1956 w Padwie) – włoska polityk, aktorka i prezenterka, posłanka krajowa, eurodeputowana VI, VII i VIII kadencji.

## Życiorys
Po ukończeniu szkoły średniej kontynuowała naukę w szkole teatralnej. Uzyskała dyplom Bottega teatrale di Firenze pod kierunkiem Vittoria Gassmana. Pracowała jako aktorka teatralna i telewizyjna. Prowadziła programy w stacjach należących do koncernu RAI, zajmowała się także produkcją teatralną.
W 2004 zaangażowała się w działalność polityczną. Została rzecznikiem prasowym Forza Italia. Bez powodzenia kandydowała w wyborach do Parlamentu Europejskiego. W 2005 została radną regionu Wenecja Euganejska. Od 2006 do 2008 była posłanką do Izby Deputowanych XV kadencji.
W 2008 objęła mandat eurodeputowanej, w miejsce Renata Brunetty, który został powołany w skład nowego rządu. W wyborach europejskich w 2009 skutecznie ubiegała się o reelekcję z listy Ludu Wolności. Po faktycznym rozwiązaniu PdL przystąpiła do reaktywowanej w 2013 partii Forza Italia. W 2014 została wybrana na kolejną pięcioletnią europarlamentarną kadencję. W kwietniu 2019 zrezygnowała z członkostwa w FI, w tym samym miesiącu dołączyła do partii Bracia Włosi oraz frakcji Europejskich Konserwatystów i Reformatorów. W wyniku wyborów w 2022 powróciła w skład Izby Deputowanych.